# Vor Frue Kirke (katolsk kirke i Aarhus)
 For alternative betydninger, se Vor Frue Kirke. (Se også artikler, som begynder med Vor Frue Kirke)
Vor Frue Kirke er en romersk-katolsk kirke på Ryesgade i Aarhus' centrum. Den blev opført i årene 1879-1880. Arkitekten var tyskeren Frantz Schmitz, der var tilknyttet domkirken i Köln. Kirkebygningen er opført i nygotisk stil i røde mursten og skiferbeklædning på taget. Modsat den traditionelle danske kirke er tårnet med indgangsportalen placeret mod øst og koret med alteret er placeret i vest. 
Den romersk-katolske menighed i Aarhus startede ved den tyske præst Augustin Sträter i 1873. I forbindelse med kirken ligger den katolske privatskole Sankt Knuds Skole, hvis første skolebygning er opført i 1875, men som siden er udvidet og fornyet flere gange.